# El Rourell
El Rourell é um município da Espanha, na comarca do Alt Camp, província de Tarragona, comunidade autónoma da Catalunha. Tem 2,28 km² de área e em 2021 tinha 402 habitantes (densidade: 176,3 hab./km²). Limita com os municípios de La Masó, Vallmoll, El Morell, Vilallonga del Camp, Perafort e Alcover.